# Walter Casaroli
Walter Casaroli (Roma, 13 aprile 1957) è un ex calciatore italiano, di ruolo attaccante o centrocampista.

## Carriera
Nato e cresciuto nel Tufello, una delle borgate più popolari di Roma, Casaroli entra in giovane età nel vivaio della Roma con cui vince due Campionati Primavera nelle annate 1972-1973 e 1973-1974. Il tecnico Nils Liedholm lo inserisce poi in prima squadra, nel ruolo di vice di Pierino Prati, esordendo quindi in Serie A.
Nella stagione 1976-1977 viene dirottato in prestito al Como, in Serie B, per poi tornare nuovamente in giallorosso dove rimane per altri due anni.
Nel 1979-1980 viene ceduto in serie B al Parma, nell'ambito dell'operazione di mercato che porta Carlo Ancelotti dalla società emiliana a quella capitolina. A seguire una lunga trafila tra cadetteria e semiprofessionisti, indossando le maglie di Campobasso, Pescara e Casertana.
Nel 1984 approda nell'Empoli dove ritrova Gaetano Salvemini, già suo allenatore a Caserta, che lo trasforma da attaccante a regista arretrato. Con la società toscana conquista nel 1986 la promozione in Serie A — la prima nella storia del club —, e l'annata seguente contribuisce alla salvezza della matricola, maturata all'ultima giornata del campionato 1986-1987.
Chiude la sua parabola a livello professionistico nel 1989, dopo essere tornato a giocare per un'ultima stagione nella Triestina, in Serie C1.

## Palmarès

### Competizioni giovanili
- Campionato Primavera: 2

Roma: 1972-1973, 1973-1974